# Jakub Gargasz
Jakub Gargasz (ur. 27 lipca 1881 w Woli Jasienickiej, zm. 1951) – Polak, Sprawiedliwy wśród Narodów Świata.

## Życiorys
Jakub Gargasz urodził się jako syn Stanisława i Marianny z domu Sawik. Mieszkał z żoną Zofią i synami w Brzozowie w okolicy Krosna. Przed wojną przyjaźnili się z Henią Katz, Żydówką która prowadziła sklep z tekstyliami w Brzozowie, a także wynajmowała u Gargaszów pokój. W sierpniu 1942 r. kobieta zbiegła z brzozowskiego getta przed likwidacją i zwróciła się do Gargaszów z prośbą o pomoc w ukryciu się. Mimo śledzenia ze strony sąsiadów, Jakub Gargasz za namową żony Zofii zgodził się udzielić schronienia schorowanej kobiecie. Ukrywali Henię Katz przez 18 miesięcy w swoim gospodarstwie na strychu jednego z budynków. Po otrzymaniu donosu, 9 lutego 1944 do domu Gargaszów przybyli niemieccy funkcjonariusze, wraz z granatowymi policjantami i przewodnikiem z magistratu. Przeprowadzili rewizję. Henia Katz została rozstrzelana na miejscu. Jakub Gargasz i jego żona zostali aresztowani i osadzeni w więzieniu w Brzozowie, a następnie przewiezieni do Sanoka. Postawiono im zarzut udzielenia schronienia Żydom. Sąd Specjalny przy Sądzie Niemieckim w Rzeszowie na posiedzeniu w dniu 19 kwietnia 1944 w Sanoku skazał Jakuba i Zofię Gargaszów na karę śmierci, ponieważ w prawie niemieckim jedyną karą za ukrywanie Żydów była kara śmierci. Skazanych przewieziono do Rzeszowa. Przebywający w tym czasie na przymusowych robotach w Niemczech starszy syn Gargaszów wniósł w imieniu obojga skazanych prośbę o ułaskawienie. Po dwóch miesiącach wyrok Jakuba został zmieniony z kary śmierci na rok pozbawienia wolności, a karę jego żony zmieniono na 3 lata pozbawienia wolności. W zeznaniach Zofia odsunęła męża od odpowiedzialności za ukrywanie Heni Katz. Pod koniec lipca 1944 Jakuba Gargasza zwolniono z więzienia.
8 maja 1979 Jakub i Zofia Gargaszowie zostali odznaczeni medalami Sprawiedliwych wśród Narodów Świata.